# Paragryllodes gravelyi
Paragryllodes gravelyi är en insektsart som först beskrevs av Lucien Chopard 1928.  Paragryllodes gravelyi ingår i släktet Paragryllodes och familjen syrsor. Inga underarter finns listade i Catalogue of Life.